# Plumaugat
Plumaugat település Franciaországban, Côtes-d’Armor megyében. Lakosainak száma 1156 fő (2022. január 1.). Plumaugat Broons, Caulnes, Lanrelas, Loscouët-sur-Meu, Saint-Jouan-de-l’Isle, Sévignac, Trémorel, Quédillac és Saint-Méen-le-Grand községekkel határos.

## Népesség
A település népességének változása:
| Lakosok száma | 1518 | 1229 | 1126 | 1028 | 1170 | 1112 | 1084 | 1077 | 1103 | 1156 |
|               | 1968 | 1982 | 1990 | 2006 | 2013 | 2015 | 2017 | 2019 | 2020 | 2022 |